# Lê Tấn Tài
Lê Tấn Tài (* Khánh Hòa, 4 de enero de 1984 - ), es un exfutbolista vietnamita que se desempeñaba como mediocampista. Fue capitán de la Selección de fútbol de Vietnam. 

## Clubes
| Club                 | País    | Año         | Partidos | Goles |
| Khatoco Khánh Hoà    | Vietnam | 2004 - 2012 | 217      | 15    |
| Hải Phòng FC         | Vietnam | 2013 - 2014 | 11       | 2     |
| Becamex Bình Dương   | Vietnam | 2014 - 2019 | 155      | 12    |
| Hong Linh Ha Tinh FC | Vietnam | 2020        | 6        | 0     |
| Hanoi FC             | Vietnam | 2020 - 2021 | 15       | 0     |
| Khánh Hòa FC         | Vietnam | 2022        | 19       | 0     |

## Palmarés

### Club
Khatoco Khánh Hòa
- V.League 2: 2005
- Segunda División Vietnamita: 2004

Becamex Bình Dương
- V.League 1:2014, 2015
- Vietnamese National Cup: 2015, 2018
- Vietnamese Super Cup: 2014, 2015

Hanoi FC
- Vietnamese National Cup: 2020
- Vietnamese Super Cup: 2020

### Selección nacional
- ASEAN Football Championship: 2008

### Individual
- Vietnamese Silver Ball: 2012
- Vietnamese Bronze Ball: 2005, 2006
- Futbolista vietnamita joven del año: 2005